# Exoudun
Exoudun – miejscowość i gmina we Francji, w regionie Nowa Akwitania, w departamencie Deux-Sèvres.
Według danych na rok 1990 gminę zamieszkiwały 664 osoby, a gęstość zaludnienia wynosiła 26 osób/km² (wśród 1467 gmin regionu Poitou-Charentes Exoudun plasuje się na 454. miejscu pod względem liczby ludności, natomiast pod względem powierzchni na miejscu 243.).